# L'école est finie (film, 2018)
Pour les articles homonymes, voir L'école est finie.
Pour plus de détails, voir Fiche technique et Distribution.
L'école est finie est une comédie française réalisée par Anne Depétrini et sortie en 2018.

## Synopsis
Agathe Langlois, jeune professeure d'anglais parisienne, vient d'apprendre qu'elle est titularisée. Espérant être mutée à Paris, elle a hâte de connaître son lieu d'affectation, et elle se retrouve dans un collège de campagne dans le village de Trouilly-sur-Selle. Logée par un couple original, Gilbert et Simone, qui lui propose une chambre sous les combles, elle s'aperçoit que ses nouveaux élèves sont particulièrement turbulents et elle s'attire le mépris de ses collègues. Agathe doit s'adapter à ce nouvel environnement qui ne ressemble en rien à ce qu'elle espérait.

## Fiche technique
- Titre : L'école est finie
- Réalisation : Anne Depétrini
- Scénario : Princesse Soso, Philippe Amar, Jérôme Corcos
- Adaptation et dialogue : Anne Depétrini
- Photographie : Lucas Leconte
- Montage : Vincent Zuffranieri
- Costumes : Frédérique Leroy
- Décors : Marie-Hélène Sulmoni
- Musique : Gush
- Producteur : Antoine Pezet et Jérôme Corcos
- Production : NAC Films, M6 et Umedia
- Distribution : Société nouvelle de distribution
- Pays d’origine :  France
- Genre : comédie
- Durée : 87 minutes
- Dates de sortie :
  - France : 11 juillet 2018
- Budget : 6 300 000 €
- Recette : 901 000 €

## Distribution
- Bérengère Krief : Agathe Langlois
- Grégory Fitoussi : Raphaël Fermat, le professeur de mathématiques
- Patrick Chesnais : Gilbert
- Marilou Berry : Diane, la sœur d'Agathe
- Catherine Hosmalin : Simone
- Romain Lancry : Vincent, le professeur d'histoire-géographie
- Anne Depétrini : Josy, la professeure de SVT
- Michel Nabokoff : le principal du collège
- Valérie Decobert : Fabienne, la CPE
- Camille Lellouche : Noémie
- Baya Rehaz : Lucie
- Igor Van Dessel : Christophe
- Lucien Piron : Kevin
- Jules Hanquet : Manolito
- Léonore Lex : Coralie
- Manon Capelle : Cindy
- Daphné Van Dessel : Margaux
- Frédéric Clou : M. Morel, le père de Christophe
- Renaud Rutten : le fonctionnaire du rectorat
- Nathalie Van Tongelen : l'infirmière scolaire
- Serge Larivière : le proviseur du collège Montaigne
- Bénédicte Philippon : la femme du car scolaire

## Musique
- L'école est finie par Sheila (générique de début).

## Tournage
Il s'agit du dernier film joué par Serge Larivière.
Le film a été tourné à :
- Paris dans les 6e, 7e, 10e arrondissements de Paris
- En Belgique à Waterloo, Bruxelles, Rebecq, Mont-Saint-Guibert, Rixensart